# Джелават (тайфун, 2018)
Тайфун Джелават (також відомий як тайфун Калой) — тропічний циклон, що вирував над північно-західним Тихим океаном у березні 2018 року. Сформувався як тропічна депресія 24 березня 2018 року. Спочатку прямував на північний захід, проте через зсув вітру повернув на північний схід. Третій названий тропічний циклон у сезоні тихоокеанічних тайфунів 2018 року. Мав найнижчий атмосферний тиск у 915 мбар (686 мм рт. ст.) та постійну швидкість вітру до 195 км/год. Розсіявся 1 квітня.

## Метеорологічна історія
16 березня Об'єднаний центр попередження про тайфуни (JTWC) почав спостерігати за зоною низького тиску, що утворилась у північно-західних водах біля острова Помпей, а вже о 15:30 (чи 19-45) UTC іменували систему як тропічна депресія 92W. Упродовж наступних днів система повільно рухалась у північно-західному напрямку, а температура океану в 30 °C підтримувала розвитку системи зі слабкою циркуляцією, яка короткочасно перетворювалась на тропічну депресію 23 березня JTWC повідомив, що за допомогою даної системи конвекція знов спалахнула та проінформував про утворення тропічного циклону.
24 березня о 0:25 UTC Центральне метеорологічне бюро в Тайвані (CWB) повідомили про утворення тропічної депресії поблизу Гуаму, о 7:15 UTC — Метеорологічне управління Японії (JMA)., а о 21:45 UTC була іменована JTWC як тропічна депресія 03W. 25 березня о 7:10 UTC був класифыкований JMA як тропічний шторм Дзелават. 26 березня циклон увійшов до філіппінських морських територій і отримав локальне ім'я Калой. PAGASA не випустив штормове сповіщення, бо шторм знаходився далеко, у 1 275 км від Гінатуан. 27 березня через помірний вертикальний звув вітру змінив напрямок на північний, рухаючись у сторону субтропічного хребта. 28 березня JMA повідомив, що циклон посилився до жорстокого тропічного шторму,, а вже 30 березня сформувалося око циклону та був класифікований як тайфун. За даними JTWC, у результаті швидкої інтенсифікації о 12:45 UTC перетворився на перший супертайфун у 2018 році. Швидкість вітру досягла 175 км/год, а найнижчий атмосферний тиск 935 мбар. Проте циклон під впливом сильного вертикального зсуву, нижчої температури води швидко ослаб та розпався 1 квітня.
Пізніше JMA переглянув дані та змінив інформацію щодо швидкості вітру з 175 км/год до 195 км/год, та центральний мінімальний тиск з 935 мбар до 915 мбар.

## Наслідки
Тайфун пройшов далеко від суші й даних про жертви не було. Були перенесені випробування китайської безпілотного підводного човна ««Гайлун III».